# DUSP21
DUSP21 (англ. Dual specificity phosphatase 21) – білок, який кодується однойменним геном, розташованим у людей на короткому плечі X-хромосоми. Довжина поліпептидного ланцюга білка становить 190 амінокислот, а молекулярна маса — 21 529.
| 10         |  | 20         |  | 30         |  | 40         |  | 50         |
| ---------- |  | ---------- |  | ---------- |  | ---------- |  | ---------- |
| MTASASSFSS |  | SQGVQQPSIY |  | SFSQITRSLF |  | LSNGVAANDK |  | LLLSSNRITA |
| IVNASVEVVN |  | VFFEGIQYIK |  | VPVTDARDSR |  | LYDFFDPIAD |  | LIHTIDMRQG |
| RTLLHCMAGV |  | SRSASLCLAY |  | LMKYHSMSLL |  | DAHTWTKSRR |  | PIIRPNNGFW |
| EQLINYEFKL |  | FNNNTVRMIN |  | SPVGNIPDIY |  | EKDLRMMISM |  |            |

A: Аланін

C: Цистеїн

D: Аспарагінова кислота

E: Глутамінова кислота

F: Фенілаланін

G: Гліцин

H: Гістидин

I: Ізолейцин

K: Лізин

L: Лейцин

M: Метіонін

N: Аспарагін

P: Пролін

Q: Глутамін

R: Аргінін

S: Серин

T: Треонін

V: Валін

W: Триптофан

Кодований геном білок за функціями належить до гідролаз, протеїн-фосфатаз. 
Локалізований у цитоплазмі, ядрі, мембрані, мітохондрії, внутрішній мембрані мітохондрії.